# Axel Stern

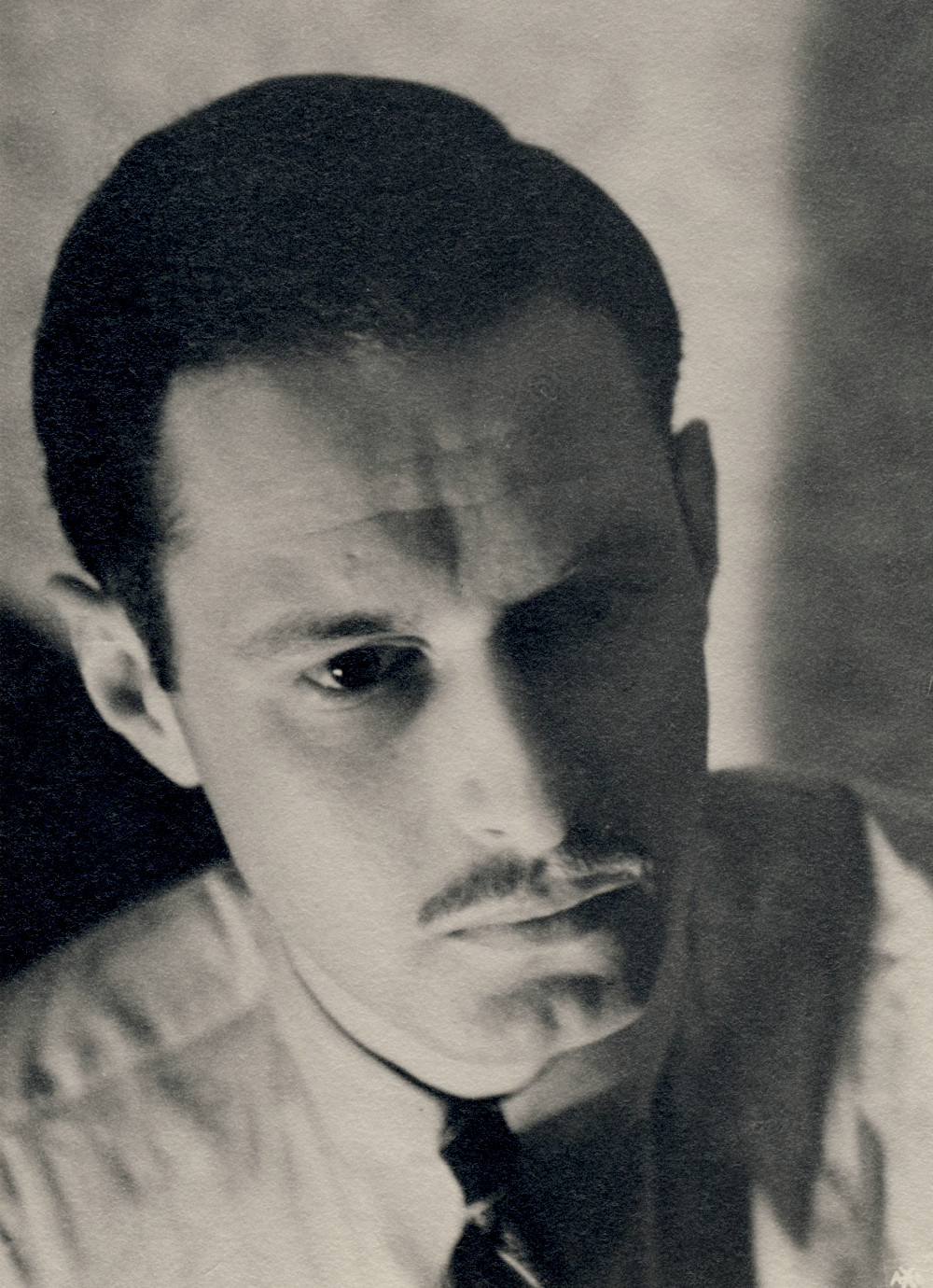
Axel Stern

Axel Ludwig Stern-Mitscherlich (geboren 18. Mai 1912 in Oetzsch; gestorben 10. Februar 1997 in Manchester) war ein deutscher Philosoph.

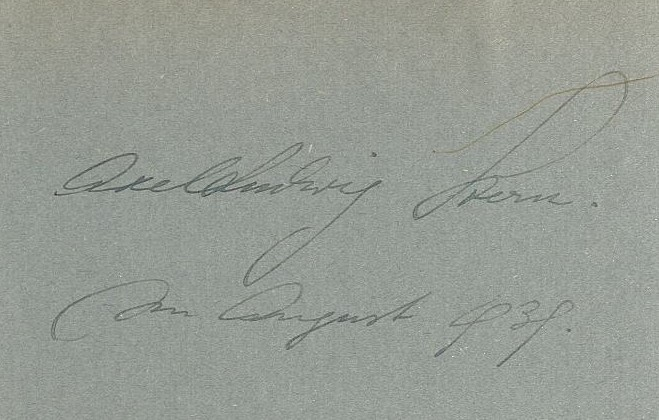
Signatur 1939

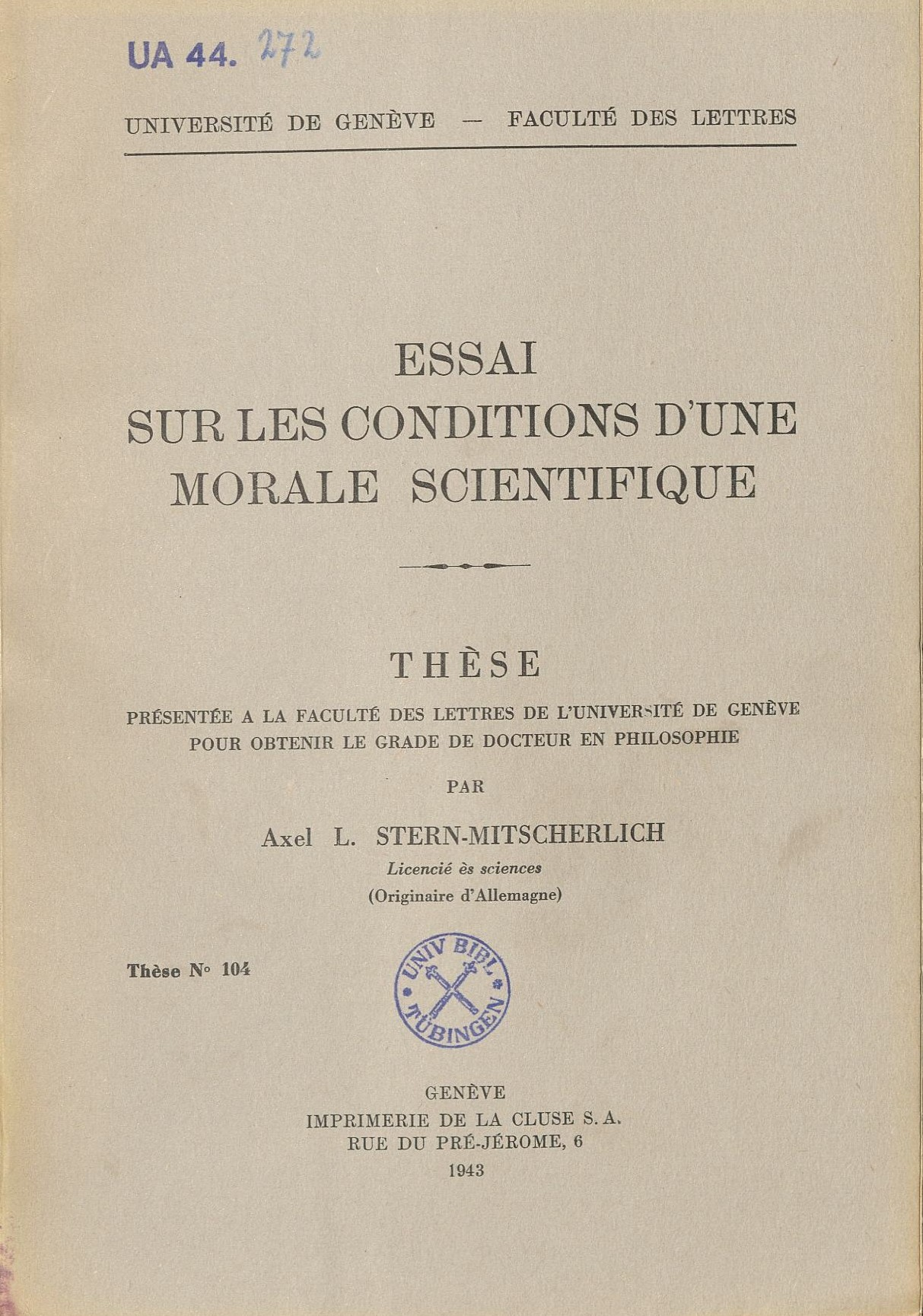
Dissertation (1943)

## Leben
Axel Ludwig Stern war ein Sohn des Leipziger Biologen und Privatgelehrten August Stern (1873–1952) und der Ella Mitscherlich (1875–1952), Tochter des Chemikers Alexander Mitscherlich. Er hatte die ältere Schwester Mitella Stern (1910–1974). Die Familie wohnte in Raschwitz. Sein Vater war Gründer der nach ihm benannten „August-Stern-Stiftung für Habilitanden“ an der Universität Leipzig.
Aufgrund seiner jüdischen Herkunft emigrierte Stern aus dem nationalsozialistischen Deutschland in die Schweiz. Die deutsche Staatsbürgerschaft wurde ihm, seiner Mutter und seiner Schwester 1943 aberkannt. Er studierte Philosophie an der Universität Genf und wurde 1943 mit der Dissertation Essai sur les conditions d'une morale scientifique bei Henri Reverdin, Charles Werner und Pierre Bovet promoviert. Die Arbeit wurde 1969 unter dem Titel „The Science of Freedom“ ins Englische übersetzt und erschien in London bei Longmans.
1945 emigrierte er nach Großbritannien. Von 1954 bis 1977 war er Dozent an der Universität Hull. Er hatte vier Söhne.
Über Axel Stern liegen einstweilen keine weiteren Informationen vor.

## Schriften
- Un poème métaphysique en prose. Genf: Cercle littéraire, 1941
- Lettre a Eliane. 1942
- Essai sur les conditions d'une morale scientifique. Genf, Universität, Dissertation, 1943
  - Morale de la liberté. Philosophie appliquée. Genf: Cercle littéraire, 1944
  - The science of freedom: an essay in applied philosophy. Übersetzung aus dem Französischen Christopher Strachan, Rosalind Strachan, Vorwort Raymond Williams. London: Longmans, 1969